# Episodi di Tulsa King (seconda stagione)
La seconda stagione della serie televisiva Tulsa King, composta da dieci episodi, è stata distribuita sulla piattaforma streaming on demand Paramount+ dal 15 settembre al 17 novembre 2024.
| nº | Titolo originale     | Titolo italiano                 | Pubblicazione     |
| -- | -------------------- | ------------------------------- | ----------------- |
| 1  | Back in the Saddle   | Di nuovo in sella               | 15 settembre 2024 |
| 2  | Kansas City Blues    | Kansas City Blues               | 22 settembre 2024 |
| 3  | Oklahoma v. Manfredi | Oklahoma contro Manfredi        | 29 settembre 2024 |
| 4  | Heroes and Villains  | Eroi e cattivi                  | 6 ottobre 2024    |
| 5  | Tilting at Windmills | Lottare contro i mulini a vento | 13 ottobre 2024   |
| 6  | Navigator            | La Navigator                    | 20 ottobre 2024   |
| 7  | Life Support         | Supporto vitale                 | 27 ottobre 2024   |
| 8  | Under New Management | Sotto nuova gestione            | 3 novembre 2024   |
| 9  | Triad                | Triade                          | 10 novembre 2024  |
| 10 | Reconstruction       | Ricostruzione                   | 17 novembre 2024  |

## Di nuovo in sella
- Titolo originale: Back in the Saddle
- Diretto da: Craig Zisk
- Scritto da: Taylor Elmore, Terence Winter e Sylvester Stallone

## Kansas City Blues
- Titolo originale: Kansas City Blues
- Diretto da: Craig Zisk
- Scritto da: Terence Winter e Stephen Scaia

## Oklahoma contro Manfredi
- Titolo originale: Oklahoma v. Manfredi
- Diretto da: Joshua Marston
- Scritto da: Joseph Riccobene e Terence Winter

## Eroi e cattivi
- Titolo originale: Heroes and Villains
- Diretto da: David Semel
- Scritto da: Terence Winter e Dave Flebotte

## Lottare contro i mulini a vento
- Titolo originale: Tilting at Windmills
- Diretto da: David Semel
- Scritto da: William Schmidt

## La Navigator
- Titolo originale: Navigator
- Diretto da: David Semel
- Scritto da: Terence Winter

## Supporto vitale
- Titolo originale: Life Support
- Diretto da: Kevin Dowling
- Scritto da: Dave Flebotte

## Sotto nuova gestione
- Titolo originale: Under New Management
- Diretto da: Kevin Dowling
- Scritto da: William Schmidt e Terence Winter

## Triade
- Titolo originale: Triad
- Diretto da: Craig Zisk
- Scritto da: Joseph Riccobene

## Ricostruzione
- Titolo originale: Reconstruction
- Diretto da: Craig Zisk
- Scritto da: Terence Winter e Sylvester Stallone